# Codex Boreelianus
Codex Boreelianus, pełna nazwa Codex Boreelianus Rheno-Trajectinus, oznaczany przez sigla Fe albo 09 na liście Gregory-Aland, oraz przez ε 86 na liście von Sodena – uncjalny rękopis czterech Ewangelii w języku greckim, sporządzony na pergaminie. Kodeks pisany jest późną uncjałą, paleograficznie datowany jest na IX wiek. Rękopis ma liczne braki i uszkodzenia, których większość powstała w czasach nowożytnych.
Rękopis reprezentuje tradycję bizantyńską tekstualną, tak jak większość rękopisów, ma jednak pewne odchylenia, niektóre z jego wariantów nie występują w żadnym innym rękopisie. Jakkolwiek ten typ tekstu nie jest wysoko oceniany przez krytyków tekstu, rękopis cytowany jest w krytycznych wydaniach Nowego Testamentu. Przywieziony został ze Wschodu na początku XVII wieku i przez ponad sto lat był w prywatnych rękach. Od 1830 roku przechowywany jest w Utrechcie. Tekst rękopisu jest cytowany we współczesnych wydaniach krytycznych Nowego Testamentu.

## Opis
Zachowało się 204 pergaminowych kart kodeksu (28,5 na 22 cm) oraz fragmenty. Posiada wiele braków, ma dużą lukę na początku i końcu kodeksu oraz szereg mniejszych luk we wszystkich ewangeliach. Najwięcej braków jest w Ewangelii Łukasza.
Luki
Mateusz 1,1–9,1; 12,1–44; 13,55–14,9; 15,20–31; 20,18–21,5;
Marek 1,43–2,8; 2,23–3,5; 11,6–26; 14,54–15,5; 15,39–16,19;
w Łukaszu – 24 luki
Jan 3,5–14; 4,23–38; 5,18–38; 6,39–63; 7,28–8,10; 10,32–11,3; 12,14–25; 13,34–fin.
Karty kodeksu, pojedyncze oraz podwójne, nie są ułożone w foliały. Tekst pisany jest w dwóch kolumnach na stronie, 19 (i więcej) linijek w kolumnie, wielką uncjałą. Litery Η, Μ, Ν i Π, mają kwadratowy kształt, podczas gdy litery Ε, Θ, Ο, Σ i Φ – okrągły. Litery Δ, Ε, Θ, Ο, a zwłaszcza Ψ w kształcie krzyża, noszą cechy późnej uncjały i przemawiają za późnym datowaniem kodeksu. Charakter pisma jest staranny i elegancki. Przed Ewangeliami znajdują się dekorowane nagłówki, ozdobne inicjały. Paleograficznie jest bliski dla Kodeksu Seideliańskiego I.
Nomina sacra pisane są skrótami: ΘΣ dla θεος (Bóg), ΙΣ dla Ιησους (Jezus), ΧΣ dla χριστος (Chrystus), ΚΣ dla κυριος (Pan), ΥΣ dla υιος (Syn), ΣΗΡ dla σωτηρ (zbawiciel), ΣΡΑ dla σωτηρια (zbawienie), ΣΡΙΟΣ dla σωτηριος (zbawiający), ΟΥΝΟΣ dla ουρανος (niebo), ΟΥΝΙΟΣ dla ουρανιος, ΠΝΑ dla πνευμα (duch), ΠΗΡ dla πατηρ (ojciec), ΜΗΡ dla μητηρ (matka), ΑΝΟΣ dla ανθρωπος (człowiek), ΣΤΡΣ dla σταυρος (krzyż), ΔΑΔ dla δαβιδ (Dawid), ΙΗΛ dla ισραηλ (Izrael), ΙΛΗΜ dla ιερουσαλημ (Jeruzalem), ponadto stosowane są także inne skróty. Skracane są niekiedy wyrazy na końcu linijki.
Okazyjnie stosowane są ligatury dla dyftongów i sylab. Przydechy i akcenty na ogół stosowane są w sposób regularny i prawidłowy. Przydechy oznaczane są przy pomocy znaków ⊢ oraz ⊣, często używanych w rękopisach z wieków IX i X. Nad literami I oraz Y występuje diereza, zazwyczaj jest to dwukropek (Ϊ, Ϋ), czasem jednak pozioma kreska na literą (Υ). Często występuje hiatus, N efelkystikon, błąd itacyzmu jest rzadki.
Tekst rękopisu dzielony jest według krótkich Sekcji Ammoniusza (w kolorze czerwonym), ale bez odniesień do kanonów Euzebiusza. Ponadto każdy akapit rozpoczynany jest przez inicjał umieszczany na marginesie tekstu, służy to do wyodrębnienia jeszcze mniejszych jednostek, poszczególnych perykop. Wskazują one w którym miejscu rozpoczyna się nowa perykopa. W tekście nie występuje podział według długich κεφαλαια (rozdziałów), ich τιτλοι (tytuły) wraz z numerami zapisane są w górnym marginesie. Miejsce w tekście, do którego odnosi się τιτλοι, oznaczane jest przy pomocy umieszczonego na marginesie krzyża. Przed Ewangeliami umieszczone zostały listy κεφαλαια (spis rozdziałów). Wersety oddzielone są punktami, podobnie jak w Kodeksie Cypryjskim. Stosowany jest również asterysk dla oznaczenia opuszczonego tekstu.
Błędy poprawione zostały przez kopistę, który sporządzał rękopis (np. κραβατον → κραβαττον). Nad manuskryptem pracowało kilku korektorów, wśród nich skryba, który pierwszy go sporządził. Liczba dokonanych korekt jest niewielka.

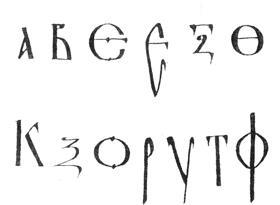
Małe inicjały użyte w kodeksie
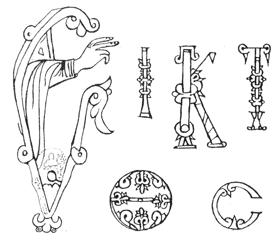
Wielkie inicjały użyte w kodeksie
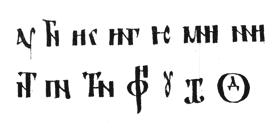
Ligatury użyte w kodeksie

## Tekst

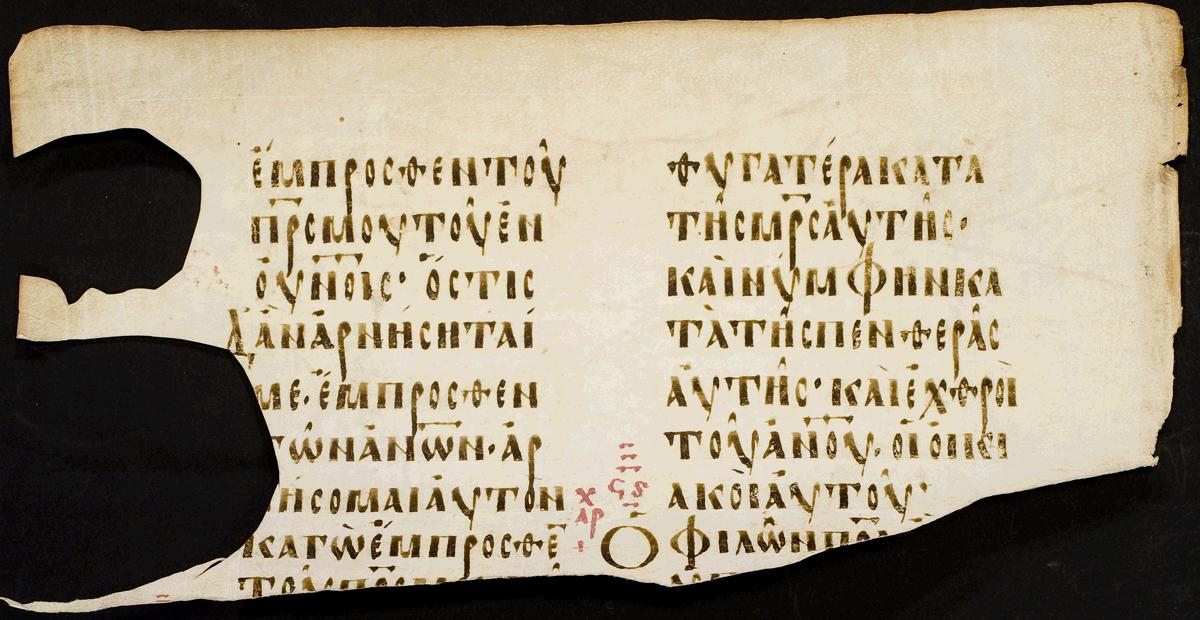
Folio 9 verso kodeksu

Grecki tekst kodeksu reprezentuje bizantyńską tradycję tekstualną i jest ważnym jego świadkiem (ze względu na wiek). Według Kurt i Barbary Aland jest zgodny z tekstem bizantyjskim przeciwko tekstowi „oryginalnemu” 156 razy, 78 razy zgodny jest z tekstem bizantyjskim i oryginalnym jednocześnie, ani razu nie wspiera tekstu oryginalnego przeciwko bizantyjskiemu, posiada 11 szczególnych wariantów (Sonderlesarten). W oparciu o ten profil Alandowie zaliczyli go do V kategorii.
Tekst rękopisu zaliczany jest do rodziny tekstualnej E (Sodena Ki), uchodzącej za najstarszą rodzinę tekstu bizantyjskiego. Frederik Wisse zbadał pierwszy rozdział Ewangelii Łukasza według Claremont Profile Method, tj. metody wielokrotnych wariantów. Uzyskany przezeń profil tekstualny wskazuje, że tekst rękopisu w Łk 1 jest wynikiem zmieszania kilku rodzin bizantyjski w Łk 1. W Łk 10 oraz Łk 20 rękopis nie był badany tą metodą ze względu na braki rękopisu w tych rozdziałach.

### Porównanie z Textus receptus

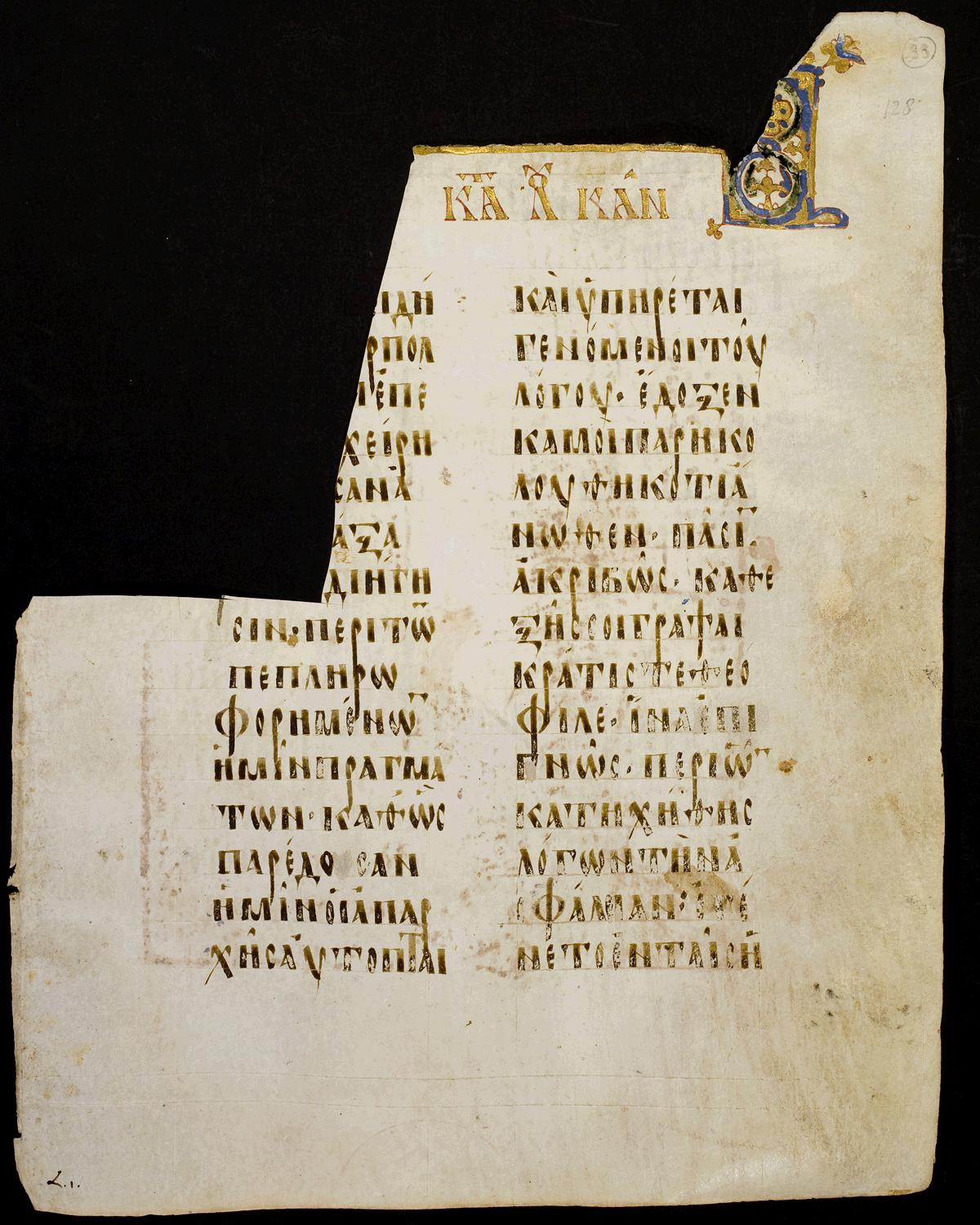
Folio 128 recto, początek Łukasza

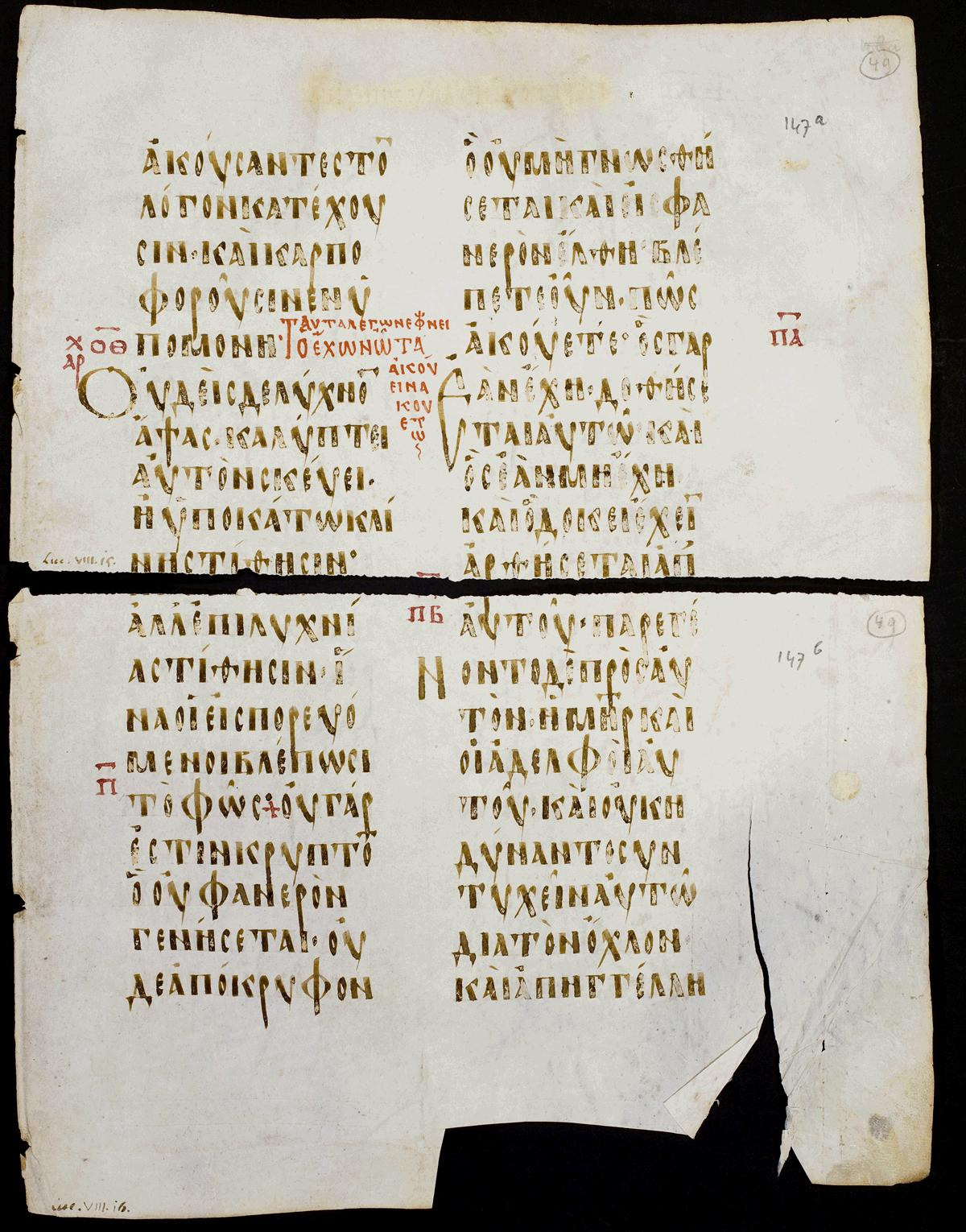
Folio 147 recto (Łk 6,15b–20a)

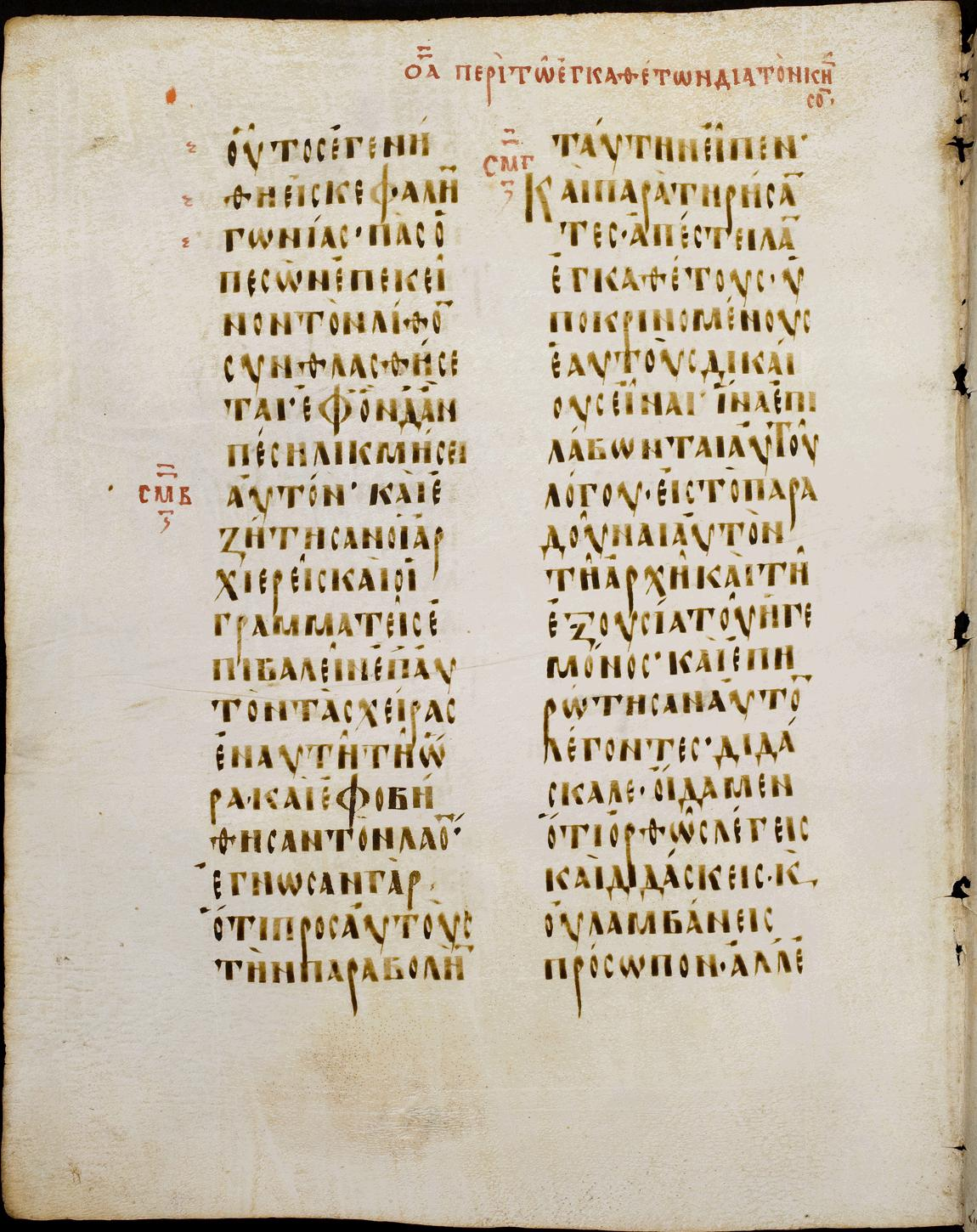
Karta kodeksu z tekstem Łk 20,17–21

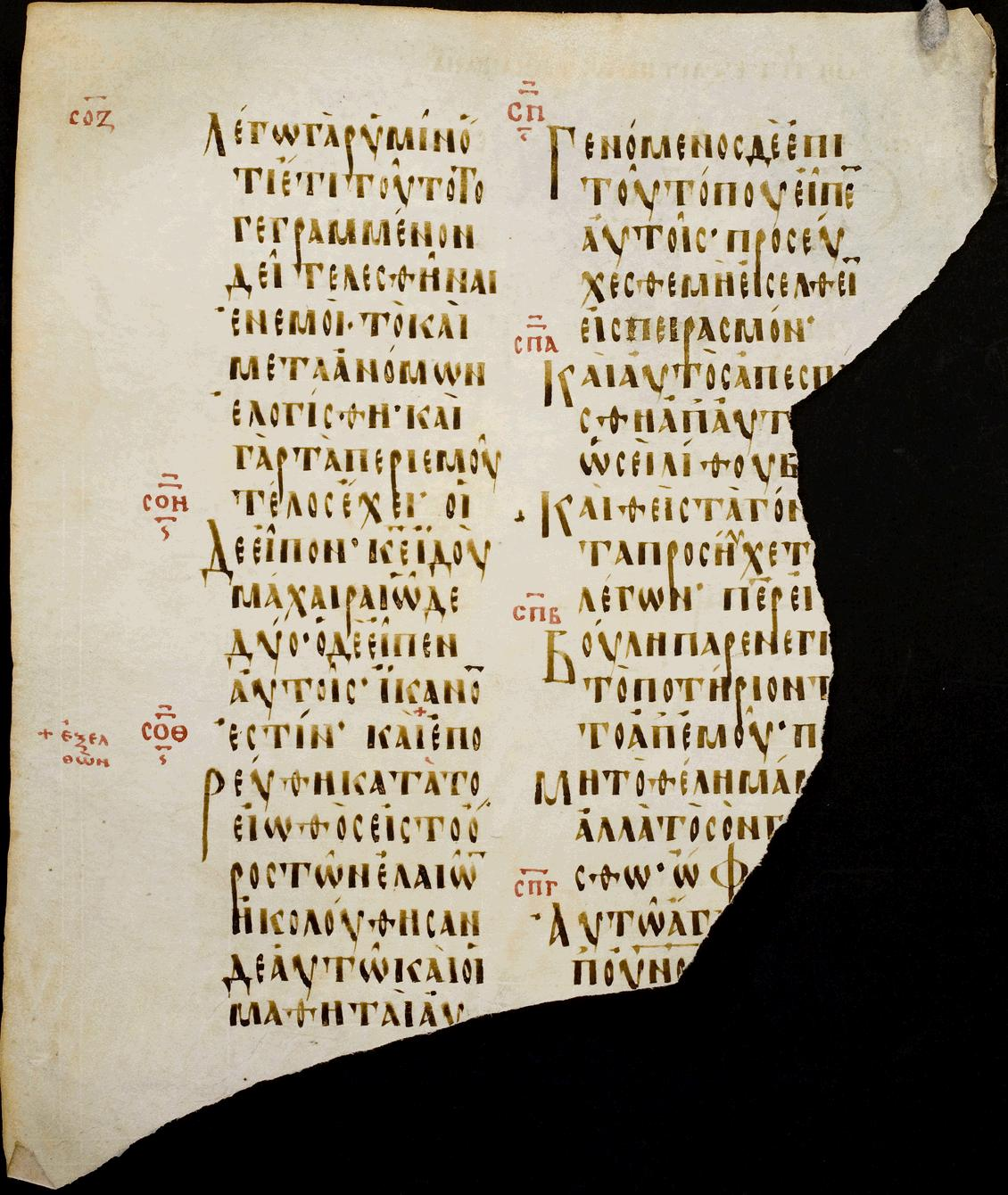
Folio 173 verso (Łk 22,37–43)

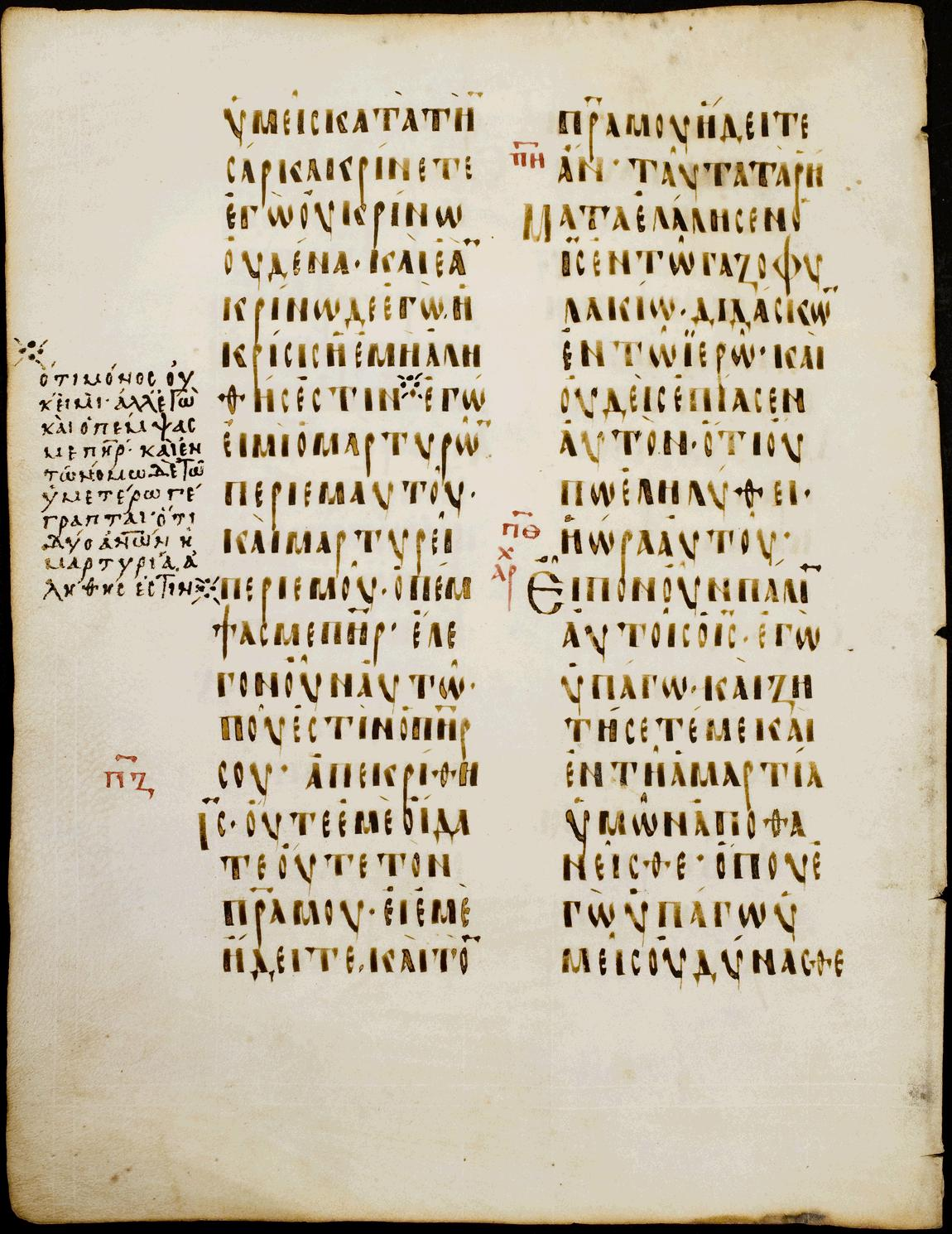
Folio 200v (J 8,15–21); J 8,16b–17 został ominięty przez skrybę, więc dodano go na marginesie

Słowa po lewej stronie nawiasu, to warianty Textus receptus, słowa po prawej stronie to warianty kodeksu. Sigla stosowanych kodeksów patrz: Lista kodeksów majuskułowych Nowego Testamentu
Mateusz 9,1 εμβας ] εμβας ο Ιησους

Mateusz 9,1 ιδιαν ] υδαιαν

Mateusz 9,13 ηλθον ] εληλυθα

Mateusz 9,18 αρχων ελθων ] αρχων προσηλθεν τω Ιησου

Mateusz 9,18 αυτω λεγων ] αυτω λεγω

Mateusz 9,18 οτι η θυγατηρ ] τι η θυγατηρ

Mateusz 9,32 εξερχομενων ] διεξερχομενων

Mateusz 9,33 οτι ] brak (kodeksy: B C D E G K L S)

Mateusz 9,36 εκλελυμενοι ] εσκυλμενοι (kodeksy: B C D E F G K S)

Mateusz 10,4 κανανιτης ] κανατης

Mateusz 10,5 αποστειλας ] απεστειλεν

Mateusz 10,8 νεκρους εγειρετε ] brak (kodeksy: E K L M S)

Mateusz 11,7 (to samo w 11,8; 11,9) εξελθετε ] εξεληλυθατε (rękopisy aleksandryjskie mają εξελθατε)

Mateusz 13,43 ακουετω ] brak

Mateusz 13,54 εκπληττεσθαι ] εκπλησεσθαι

Matthew 14,19 και λαβων ] λαβων (kodeksy: B D E F K L M P S)

Mateusz 14,22 τους οχλους ] τον οχλον (późniejszy korektor zmienił na τους οχλους)

Mateusz 14,23 μονος ] brak

Mateusz 14,34 γεννησαρετ ] γενησαρεθ (kodeksy: K L)

Mateusz 15,4 σου ] brak (kodeksy: B D E F G S)

Mateusz 16,3 μεν ] brak

Mateusz 17,9 απο ] εκ (B C D E F H K L M S)

Mateusz 16,27 την πραξιν ] τα εργα

Mateusz 18,8 σκανδαλιζει ] σκανδαλιζη

Mateusz 18,14 υμων ] μου (B H)

Mateusz 19,5 προσκολληθησεται ] κοληθησεται (κολληθησεται B D F G H S)

Mateusz 21,30 δευτερω ] ετερω (D E F H K)

Mateusz 23,27 brak ] τοις ανθρωποις

Mateusz 23,25 ακρασιας ] αδικιας (C E F G H K S)

Mateusz 23,33 πως φυγητε απο της κρισεως της γεεννης ] πως φυγητε της κρισεως της γεεννης

Mateusz 26,15 καγω ] και εγω

Mateusz 26,17 πασχα ] πασα

Mateusz 26,26 ευλογησας ] ευχαριστησας (A E F H K M S)

Mateusz 26,33 εγω ουδεποτε σκανδαλισθησομαι ] εγω ουδεποτε σκανδαλισθησομαι εν σοι

Mateusz 26,40 τω πετρω ] αυτοις (F K M)

Mateusz 28,13 οι μαθηται αυτου νυκτος ελθοντες εκλεψαν αυτον, ημων κοιμωμενων ] ημων κοιμωμενων οι ματηται αυτου ελθοντες εκλεψαν αυτον

Marek 2,9 κραββατον ] κραβαττον

Marek 5,6 προσεκυνεσεν ] προσεπεσεν

Marek 6,23 ωμοσεν ] ωμολογησεν

Marek 7,3 κρατουντες την παραδοσιν των πρεσβυτερων ] κρατουντες των πρεσβυτερων

Marek 9,1 εως αν ιδωσι την βασιλειαν του θεου ] εως αν ιδωσι την βασιλειαν του θεου

Marek 9,8 Ιησουν μονον μεθ' εαυτων ] Ιησουν μεθ' εαυτων

Marek 9,43 (to samo w 9,45) εις την γεενναν, εις το πυρ το ασβεστον ] εις τεν γεενναν του πυρος

Marek 9,47 εις την γεενναν, εις το πυρ το ασβεστον ] εις το πυρ το ασβεστον

Marek 10,26 οι δε περισσως εξεπλησσοντο ] οι δε εξεπλησσοντο

Marek 12,28 εις των γραμματεων ] εις γραμματεων

Łukasz 1,64 ανεωχθη δε το στομα αυτου ] ανεωχθη δε και το στομα αυτου

Łukasz 1,78 δια σπλαγχνα ελεους θεου ημων ] brak

Łukasz 7,47 αφεωνται ] αφιονται

Łukasz 8,2 δαιμονια επτα εξεληλυθει ] δαιμονια εξεληλυθει

Łukasz 8,22 αυτος ανεβη ] αυτος ο Ιησους ανεβη

Łukasz 8,30 επηρωτησε ] επερωτησε (brak augmentum)

Łukasz 9,45 περι του ρηματος τουτου ] περι τουτου

Łukasz 9,46 εισηλθεν δε διαλογισμος ] εισηλθεν διαλογισμος

Łukasz 10,13 και σποδω ] brak

Jan 2,3 υστερησαντος ] οιστερησαντος

Jan 9,1 ειδεν ] ο ις ειδεν (G H)

Jan 10,8 προ εμου ] brak

Jan 13,17 αποκρινεται ο ιξσους εκεινος εστιν ] brak

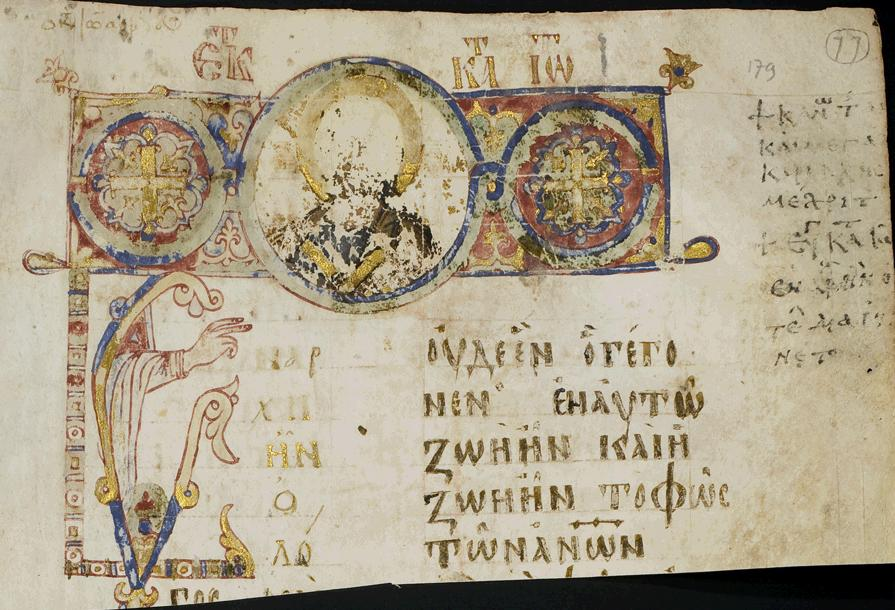
Początek Ew. Jana – epsilon z ręką w geście błogosławieństwa

### Porównanie z Kr
Słowa po lewej stronie nawiasu, to warianty rodziny tekstualnej Kr, słowa po prawej stronie to warianty kodeksu. 
Jan 5,44 ανθρωπων ] αλληλων

Jan 5,46 εμου γαρ ] γαρ εμου

Jan 6,2 ηκολουθει ] ηκολουθησεν

Jan 6,5 αγορασομεν ] αγορασωμεν

Jan 6,10 αναπεσον ] αναπεσαν

## Historia

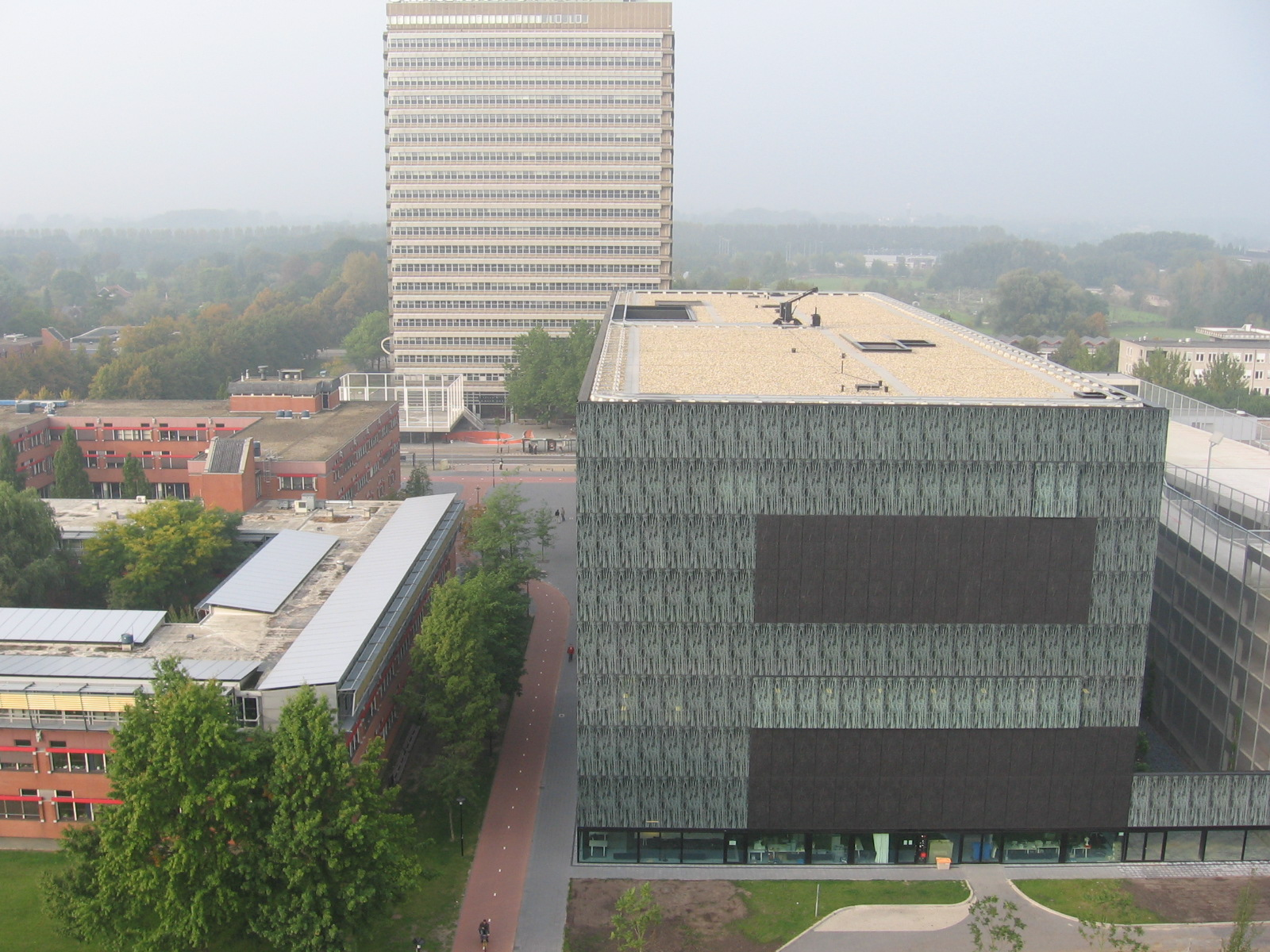
Kodeks przechowywany jest obecnie w bibliotece Uniwersytetu w Utrechcie

H. Deane w 1876 datował rękopis na VIII wiek, Tischendorf i Gregory – na IX wiek, Tregelles i Doedes – na X wiek. Obecnie kodeks datowany jest przez Instytut Badań Tekstu Nowego Testamentu na wiek IX. Miejsce powstania rękopisu jest trudne do ustalenia, wskazywano południową Francję, Szwajcarię, Włochy. Zdobiony nagłówek na początku Ewangelii Marka sugerować może zarówno pochodzenie egipskie, jak i iryjskie. Na początku Ewangelii Jana znajduje się inicjał dla litery epsilon z ręką w geście błogosławieństwa, motyw ten jest charakterystyczny dla łacińskiej sztuki. Zdaniem Gregory'ego zachodnie pochodzenie jest najbardziej prawdopodobne.
Codex Boreelianus otrzymał swoją nazwę od imienia jego właściciela, Jana Boreela (1577–1629), holenderskiego ambasadora na dworze króla Jakuba I (1603–1625). Nie wiadomo, w jaki sposób Boreel wszedł w posiadanie kodeksu. Przypuszcza się, że przywiózł rękopis podczas jednej ze swoich podróży na Wschód. Najstarsza informacja, wiążąca kodeks z Boreelem, pochodzi od Wettsteina. Sam Wettstein podaje, że aktualne miejsce przechowywania kodeksu jest dlań nieznane.
W 1730 Johann Jakob Wettstein otrzymał partię tekstu do Łukasza 11, skolacjonowaną przez Izaaka Verburga, rektora gimnazjum w Amsterdamie. Według świadectwa Wettsteina w owym czasie Ewangelia Mateusza zaczynała się w 7,6, ponadto posiadała lukę po Mt 13,25 do końca rozdziału oraz w Mk 10,6–16. Oznacza to, że w XVIII wieku kodeks był bardziej kompletny niż obecnie. W swoim Novum Testamentum Graecum (1751) Wettstein cytował m.in. te partie kodeksu, które nie zachowały się do dziś (np. w Mt 7,9). Wettstein nadał dla kodeksu siglum F, którym po dziś dzień jest oznaczany. Przed Wettsteinem żaden z biblistów nie wiedział o istnieniu kodeksu.
Po śmierci Boreela, pierwszego właściciela kodeksu, rękopis znalazł się w rękach prywatnych. Nie wszystkich jego posiadaczy można zidentyfikować. Biblioteka Jana Boreela została sprzedana w 1632, nie wiadomo jednak, czy wraz z kodeksem. Kodeks przez pewien czas mógł pozostać w rękach rodziny Boreelów. W owym czasie manuskrypt uległ licznym i poważnym uszkodzeniom, a znaczne jego partie zaginęły. Scrivener odnotował, że niewiele jest rękopisów, które wpadły w tak „niegodne ręce”. Kolejny pewny punkt w dziejach kodeksu to rok 1823, kiedy Jodocus Heringa (1765–1840), profesor z Utrechtu, znalazł go w prywatnej kolekcji Johannesa Michaelisa Roukensa w Arnhem. Heringa zidentyfikował go z kodeksem F Wettsteina. Roukens wyjaśnił, że odziedziczył kodeks po swoim ojcu – Arendzie Antonie Roukensie, który z kolei odziedziczył go po swoim ojcu – Janie Michale Roukensie. Nie wiadomo, w jaki sposób kodeks przeszedł z rąk rodziny Boreelów do rodziny Roukensów. Na stronie 168 recto kodeksu znajduje się monogram NLB z datą „9 lutego 1756”. Tych liter nie da się przypisać do inicjałów żadnego znanego przedstawiciela rodziny Roukensów. Na stronach 40 recto i 40 verso znajdują się trudne do odczytania noty w języku holenderskim.
H. E. Vinke zakupił rękopis od Roukensa dla Uniwersytetu w Utrechcie. W 1841 Konstantin von Tischendorf odwiedził Utrecht z zamiarem studiowania kodeksu, jednak nie udostępniono mu go, pozwolono jedynie przejrzeć notatki, jakie sporządził Heringa. Notatki te wydał Vinke w 1843. Kodeks był później przeglądany przez takich uczonych, jak: Jean-Baptiste François Pitra (1812–89), F. B. Adèr (zm. 1861) oraz Samuel Prideaux Tregelles w 1850. Od tego czasu długo nie było zainteresowania kodeksem. W 2007 oglądał go David Trobisch. W październiku 2007 kodeks został zdigitalizowany.
Kodeks ma opinię rękopisu trzeciorzędnego. Philipp Schaff we Wprowadzeniu do amerykańskiego wydania Westcotta-Horta napisał, iż nie jest to ważny rękopis. Niemniej jest cytowany w krytycznych wydaniach greckiego tekstu Nowego Testamentu. Wydanie Nestle-Alanda robi to już od pierwszego wiersza kodeksu (tj. Mt 9,1).
Od 1830 przechowywany jest w bibliotece Uniwersytetu w Utrechcie (Univ. Bibl. Ms. 1).
Kodeks cytowany jest we współczesnych krytycznych wydaniach greckiego tekstu Nowego Testamentu UBS-u (UBS3, UBS4). Wydania Nestle-Alanda cytują go rzadko (NA26), w 27 wydaniu (NA27) nie został zaliczony nawet do świadków II rzędu cytowania.